# Jednostka Wojskowa Komandosów

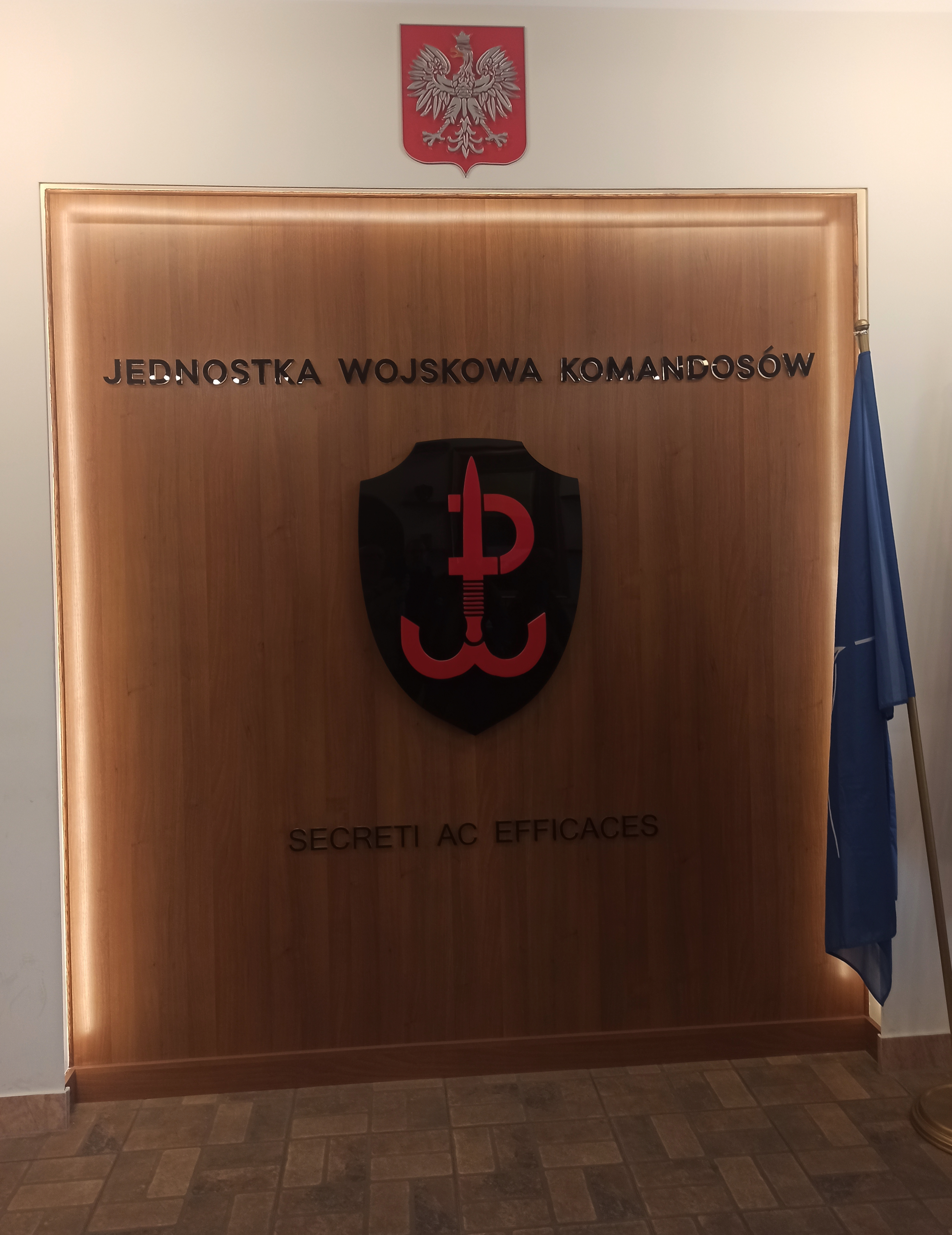
Sala Tradycji JWK (marzec 2024)

Jednostka Wojskowa Komandosów – oddział Wojsk Specjalnych stacjonujący w Lublińcu.

## Historia
Jednostka Wojskowa 4101 jest najstarszą jednostką wojskową polskich komandosów. Została sformowana w 1961.
Poprzednia, znacząca zmiana etatu, skutkująca zmianą JW 4101 z batalionu na pułk była efektem Zarządzenia Szefa SG WP z 8 października 1993 JW 4101 stała się 1 Pułkiem Specjalnym. Zarządzenie przeformowało 1 Samodzielny Batalion Szturmowy. Wyróżnik Komandosów pułk otrzymał w 1995.
W 2001, oddział rozpoczął uzawodowienie i doskonalenie zespołów bojowych, korzystając z wzorów sił specjalnych wojsk USA i UK. Od tej pory pododdziały bojowe kompletowano wyłącznie w drodze selekcji i spośród żołnierzy zawodowych. Pierwszym użyciem wydzielonego pododdziału żołnierzy zawodowych JW 4101 była Operacja Amber Fox w Macedonii, żołnierze pełnili służbę należąc do Polskiego Kontyngentu Wojskowego w Macedonii.
Pułk w latach 1993–2007 podlegał rozkazom Dowódcy Wojsk Lądowych i był w owym czasie jedyną samodzielną jednostką specjalną SZ RP (poza Gromem okresu 1999–2007).
W 2010, po raz pierwszy wyłoniono Dowódcę JW 4101 przez konkurs. Najlepszy okazał się ówczesny zastępca dowódcy JW 4101 ppłk Ryszard Pietras. Choć wywodził się on z wojsk chemicznych (dowodził 5 Tarnogórskim Batalionem Chemicznym), przyczynił się do znaczącego rozwoju sił i środków podległej mu JW 4101. 5 września 2012 z powodu wyjazdu zagranicznego na studia płk Pietras przekazał dowodzenie dotychczasowemu Zastępcy D-cy ppłk. Sławomirowi Drumowiczowi. Pułkownik Pietras podjął studia podyplomowe polityki obronnej w Royal College of Defence Studies w Londynie.
W 2007, 1 Pułk Specjalny Komandosów został przeniesiony z Wojsk Lądowych w skład Wojsk Specjalnych.
Lubliniecki oddział w okresie 2007–31.12.2013 podlegał Dowództwu Wojsk Specjalnych. W związku z rozformowaniem DWS 1 stycznia 2014 oddział przeszedł w podporządkowanie Dowództwa Generalnego Rodzajów Sił Zbrojnych.
JW 4101 współpracuje z Wojskowym Klubem Biegacza Meta, współorganizując m.in. Bieg Katorżnika.
W pięćdziesięciolecie Jednostki Wojskowej 4101 został zmieniony jej etat i nazwa.

### Nazwy Jednostki Wojskowej 4101
Nazwy jednostki wojskowej na przestrzeni lat:
- 1961–1964 – 26 Batalion Dywersyjno-Rozpoznawczy
- 1964–1993 – 1 Samodzielny Batalion Szturmowy
- 1993–1995 – 1 Pułk Specjalny
- 1995–2011 – 1 Pułk Specjalny Komandosów
- od 1 października 2011 – Jednostka Wojskowa Komandosów.

Symbole 1 Pułku Specjalnego Komandosów
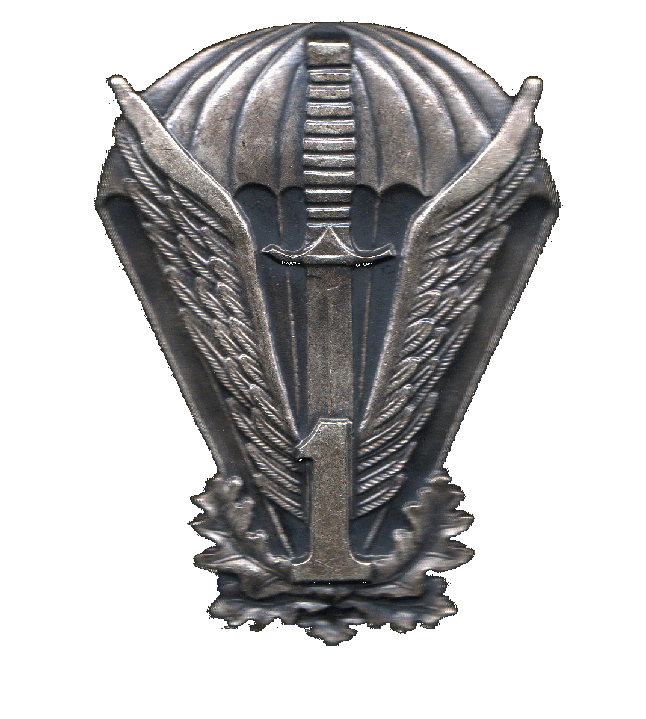
Odznaka pamiątkowa
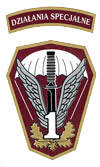
Oznaka

Symbole Jednostki Wojskowej Komandosów
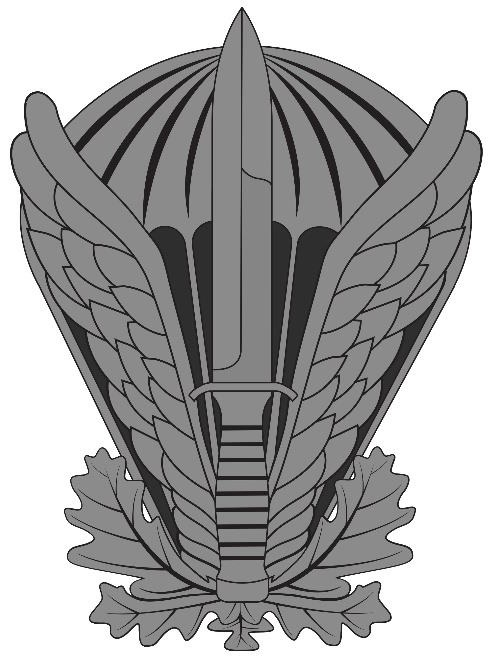
Odznaka pamiątkowa
Oznaka rozpoznawcza na mundur wyjściowy
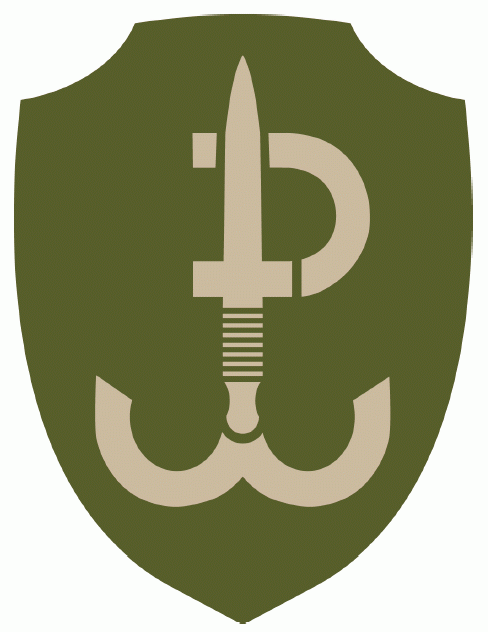
Oznaka rozpoznawcza na mundur polowy
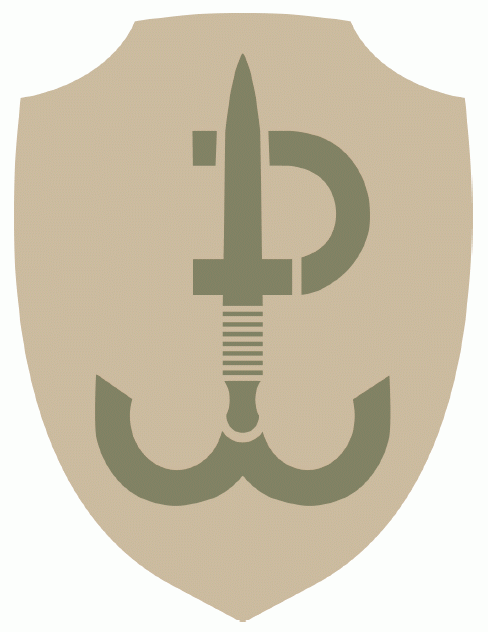
Oznaka rozpoznawcza na mundur polowy wersja pustynna
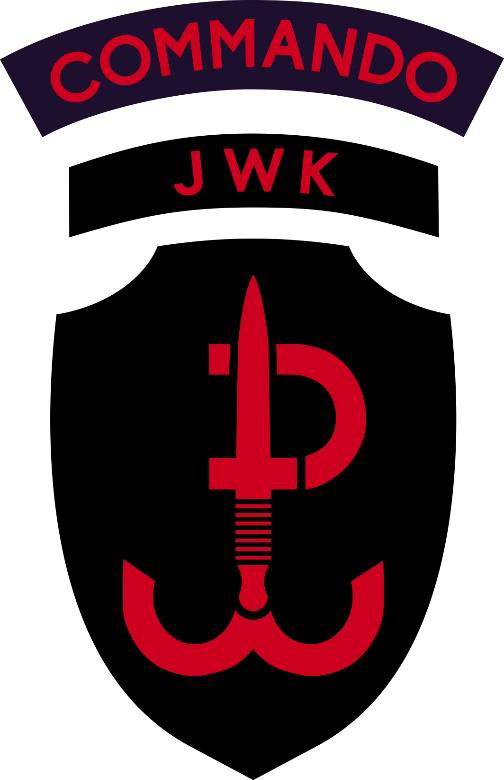
Oznaka specjalna Commando na mundur wyjściowy
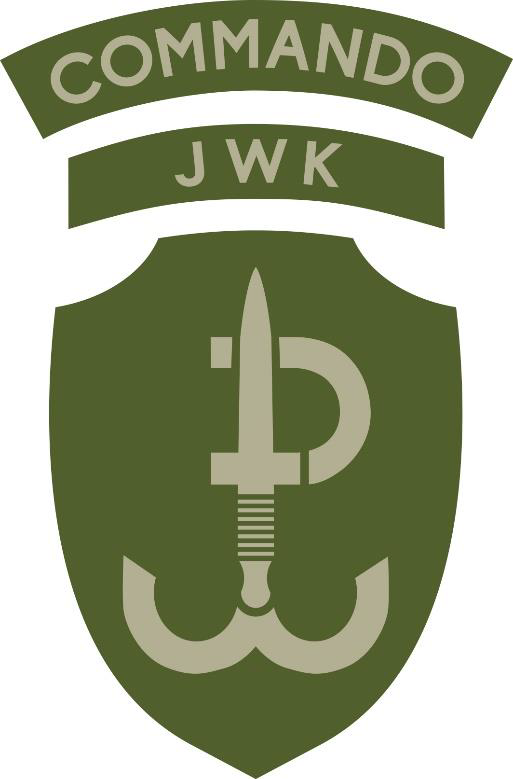
Oznaka specjalna Commando na mundur polowy
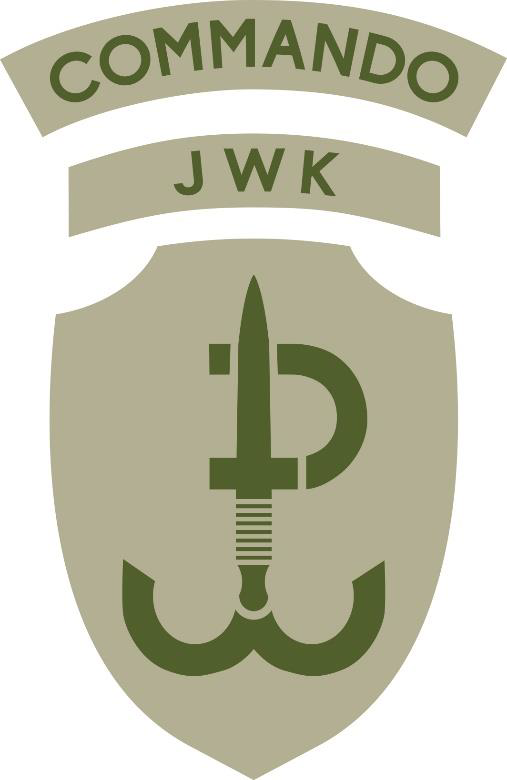
Oznaka specjalna Commando na mundur pustynny

Oznaki rozpoznawcze zespołów JWK
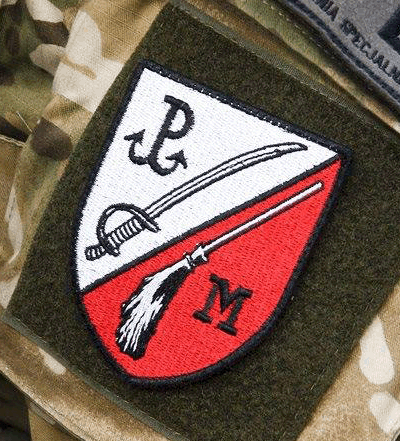
Zespół Bojowy A
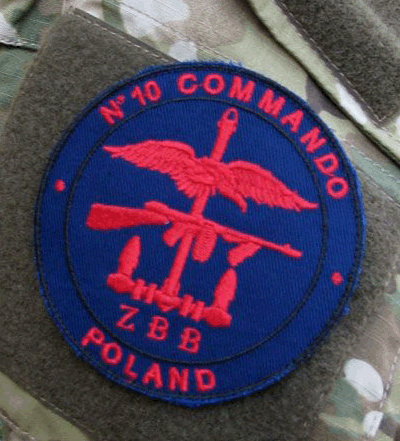
Zespół Bojowy B
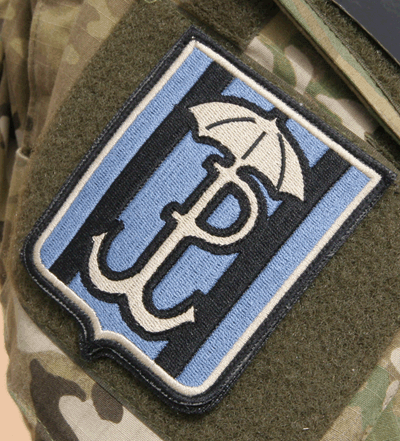
Zespół Bojowy C
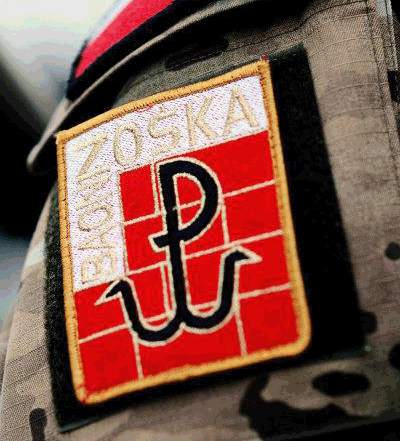
Zespół Dowodzenia

Symbole Zespołu Bojowego C JWK
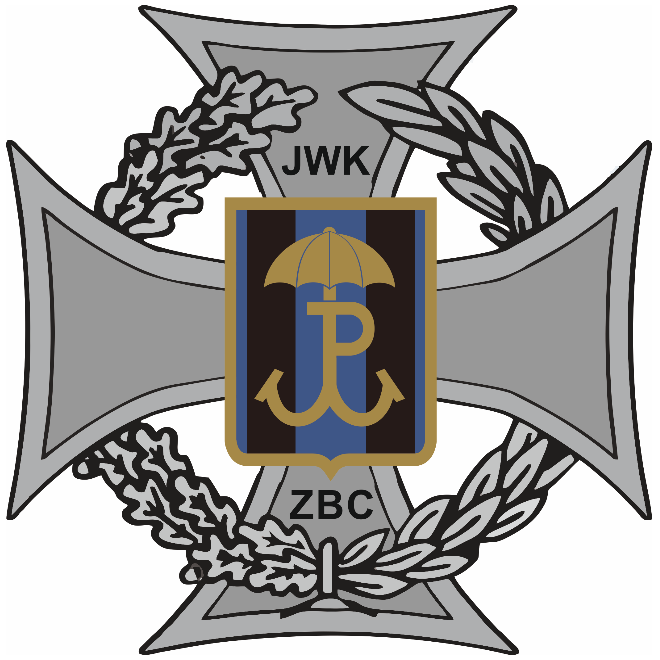
Odznaka pamiątkowa (awers)
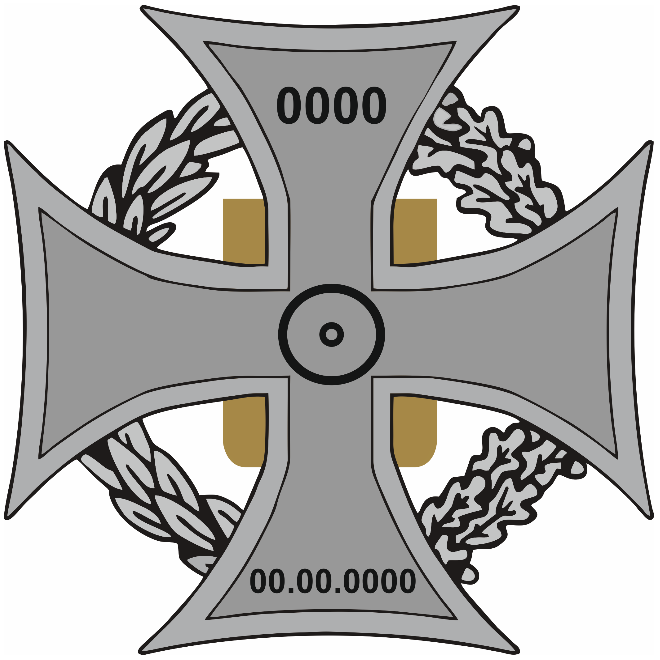
Odznaka pamiątkowa (rewers)
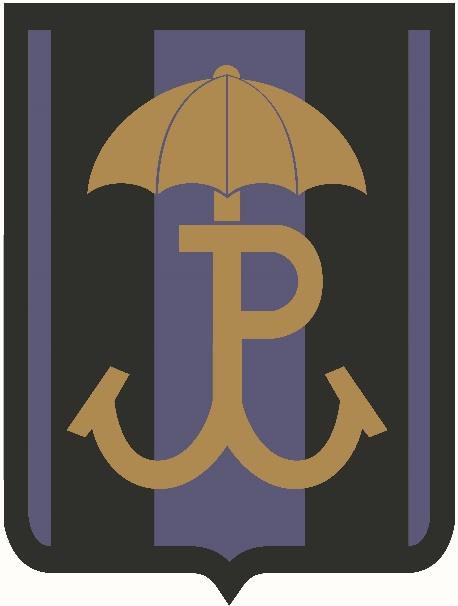
Oznaka rozpoznawcza na mundur wyjściowy
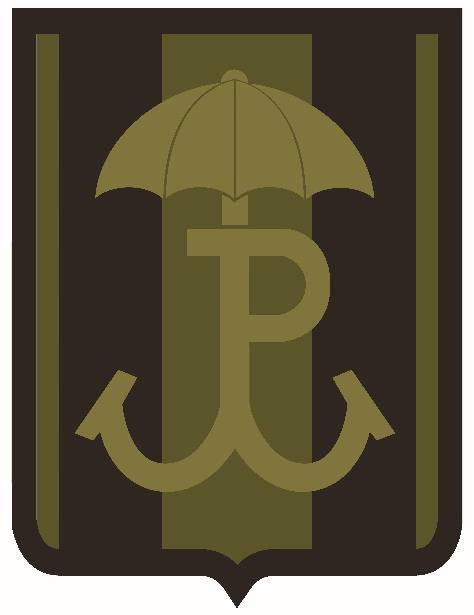
Oznaka rozpoznawcza na mundur polowy
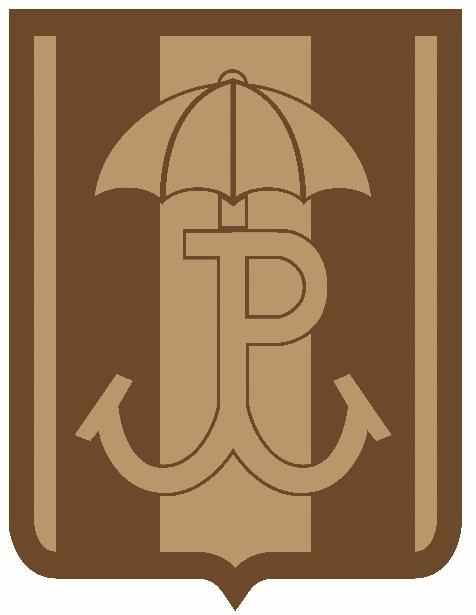
Oznaka rozpoznawcza na mundur pustynny

### Tradycje dziedziczone przez JWK
Jednostka Wojskowa Komandosów dziedziczy tradycje:
- tzw. 1 Samodzielnej Kompanii Commando / 6 Troop 10 Commando (1942–1944); tradycje dziedziczy ZB B
- Batalionu Armii Krajowej „Parasol” (1943); tradycje dziedziczy ZB C
- Batalionu Armii Krajowej „Zośka” (1943); tradycje dziedziczy pododdział dowodzenia i zabezpieczenia
- Polskiego Samodzielnego Batalionu Specjalnego (1943–1944); tradycje dziedziczy ZB A
- Batalion „Miotła” (1944); tradycje dziedziczy ZB A, na podstawie decyzji podpisanej 17 lutego 2014 przez wiceministra Macieja Jankowskiego[7]
- 1 Samodzielnego Batalionu Szturmowego; Dziwnów, Lubliniec (1964–1993)
- 62 Kompanii Specjalnej Commando; Bolesławiec (1967–1994)
- 1 Pułku Specjalnego Komandosów ; Lubliniec (1995–2011).

### Wręczeniesztandaru
2 grudnia 1995 Zastępca Szefa SG WP ds. planowania strategicznego gen. dyw. Marian Robełek w imieniu prezydenta RP Lecha Wałęsy wręczył Dowódcy 1 Pułku Specjalnego Komandosów podpułkownikowi Zbigniewowi Kwintalowi sztandar ufundowany przez społeczeństwo ziemi lublinieckiej.

### Przeniesienie Orderu Wojennego Virtuti Militari
Z inicjatywy Środowiska Weteranów Batalionu AK „Zośka” 7 października 2005 za akceptacją Kapituły Orderu Wojennego Virtuti Militari zostały przeniesione insygnia OWVM na sztandar pułku. Środowisko weteranów reprezentował prezes prof. inż. Tytus Karlikowski, a 1 PSK Dowódca płk Piotr Patalong. Przeniesienie odznaczenia wojennego na sztandar 1 PSK jest odnotowane w dokumentach Kancelarii Prezydenta RP.

### Wizyty Prezydenta RP
Szczególną wizytę złożył żołnierzom pułku Prezydent RP. Uroczystą wizytą uhonorował prezydent Lech Kaczyński 15-lecie powstania 1 Pułku. Prezydent spotkał się z żołnierzami i rodzinami żołnierzy pełniących służbę w Afganistanie. Prezydent odznaczył żołnierzy Gwiazdami Iraku i Gwiazdami Afganistanu, którzy służyli w PKW Irak i PKW Afganistan. Wygłosił przemówienie do żołnierzy na placu apelowym, o zasługach pułku i komandosów dla Polski. Życzył sukcesów na niwie żołnierskiej i w życiu prywatnym. Zwierzchnik Sił Zbrojnych RP złożył wieniec pod pomnikiem ku pamięci poległych żołnierzy 1 PSK i jednostek specjalnych. Lech Kaczyński zwiedził także Salę Pamięci JW 4101 oraz wpisał się do księgi pamiątkowej lublinieckiego oddziału. Prezydentowi Lechowi Kaczyńskiemu towarzyszyli m.in. Szef SG WP gen. F. Gągor, Szef BBN W. Stasiak.
18 lutego 2011 Prezydent RP Bronisław Komorowski odwiedził JW 4101. Towarzyszyli mu: Minister ON B. Klich, Szef SG WP gen. M. Cieniuch, Dowódca WS gen. bryg. P. Patalong i inni goście. Wizyta najwyższego zwierzchnika SZ RP rozpoczęła się od złożenia meldunku przez Dowódcę JW 4101 płk. Ryszarda Pietrasa i powitania przez kompanię honorową. Następnie prezydent i goście wysłuchali meldunku, który złożył Dowódca Wojsk Specjalnych. Prezydent obejrzał pokaz strzelecki pododdziału na strzelnicy jednostki i pokaz wojennego ratownictwa medycznego. Pokaz wykonywali żołnierze biorący udział w ćwiczeniu Skorpion IX, certyfikującego Zadaniowe Zespoły Bojowe Wojsk Specjalnych do służby w ISAF. Prezydent odznaczył pięciu żołnierzy Krzyżami Kawalerskimi Orderu Krzyża Wojskowego za czyny bojowe w Afganistanie.

### Pomnik ku czci żołnierzy walczących z hitlerowskimi Niemcami

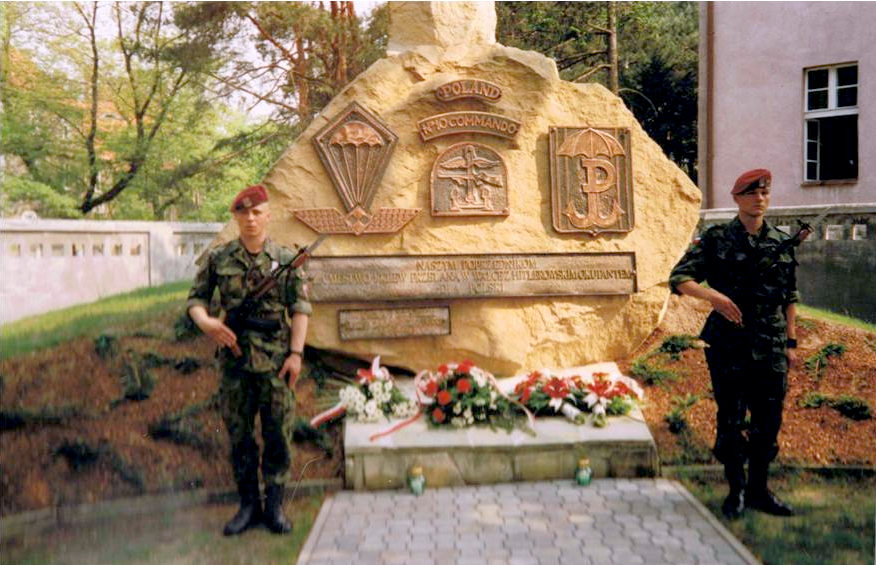
Pomnik poświęcony polskim żołnierzom pododdziałów specjalnych (1996)

Na terenie JW 4101 jest pomnik poświęcony polskim żołnierzom pododdziałów specjalnych, których tradycje JW 4101 dziedziczy. Kamień pamiątkowy jest poświęcony polskim żołnierzom i partyzantom walczącym z Wehrmachtem i RSHA by wyzwolić Polskę spod okupacji niemieckiej lat 40. XX w.
Ma on formę głazu z piaskowca. Na pomniku umieszczone są oznaki rozpoznawcze Commando, „Parasola”, PSBS, „Zośki” oraz „Miotły”. Ponadto zawiera wizerunek Polskiego orła wojskowego i Orderu Wojennego Virtuti Militari.
Na kamieniu pamiątkowym poświęconym walecznym Polakom, zwalczającym niemieckiego agresora działaniami specjalnymi, działaniami nieregularnymi widnieje tekst im poświęcony. Na tablicy miedzianej widnieje inskrypcja:
NASZYM POPRZEDNIKOM ZA MĘSTWO I KREW PRZELANĄ W WALCE Z HITLEROWSKIM OKUPANTEM POLSKI
Pod napisem jest tablica fundatora z napisem:
Kadra i żołnierze służby zasadniczej Pułku
?.?.1996
U spodu pomnika jest symbolizująca nagrobek płyta granitowa z tabliczkami metalowymi z imieniem, nazwiskiem i datą śmierci żołnierzy 1 Pułku Specjalnego Komandosów, Jednostki Wojskowej Komandosów poległych w czasie operacji wojskowej i tych, którzy zginęli pełniąc obowiązki służbowe poza działaniami.

## Charakterystyka
Jednostka Wojskowa Komandosów działa w czasie pokoju, kryzysu i wojny, zarówno w Polsce, jak i poza jej granicami. Żołnierze przechodzą szkolenie ogólnowojskowe, w tym w walce wręcz, górskie, spadochronowe, nurkowe, w prowadzeniu działań w terenie zurbanizowanym, SERE i inne. Na podstawie potrzeb JWK i predyspozycji żołnierza, który wstąpił do jednostki jest on kierowany do specjalizowanych komórek organizacyjnych Jednostki. JWK jest jednostką wojskową, w której pełnią służbę spadochroniarze, wykonujący również HALO/HAHO, płetwonurkowie, radiooperatorzy, snajperzy i żołnierze innych specjalności wojskowych. Oddział wykonuje działania specjalne, takie jak: rozpoznanie specjalne, akcja bezpośrednia np. walka w przestrzeniach zamkniętych, działania rajdowe, działania podjazdowe, wsparcie militarne, wsparcie walki partyzanckiej i jej zwalczanie, atak i rozpoznanie przy użyciu płetwonurków bojowych na wodach śródlądowych i inne. JW 4101 ma potencjał do prowadzenia działań w środowisku lądowym, wód śródlądowych i z powietrza. Żołnierze posiadają umiejętności taktycznego ratownictwa medycznego, wspinaczki i alpinizmu podziemnego. W taktyce posługują się także zjazdem. Przy desantowaniu, wprowadzaniu i wydobywaniu sekcji za pomocą śmigłowca posługują się także Helicopter Rope Suspension Technique m.in. techniką szybkiej liny i Special Patrol Insertion/Extraction. Jednostka Wojskowa 4101 jest przeznaczona do prowadzenia działań taktycznych poziomu taktycznego, poziomu operacyjnego oraz strategicznego. Działania może prowadzić samodzielnie jak i wspierając związki taktyczne i związki operacyjne. Lubliniecki oddział może prowadzić działania zaczepne na głębokie zaplecze przeciwnika, dokonywać przenikania oraz eksfiltracji.

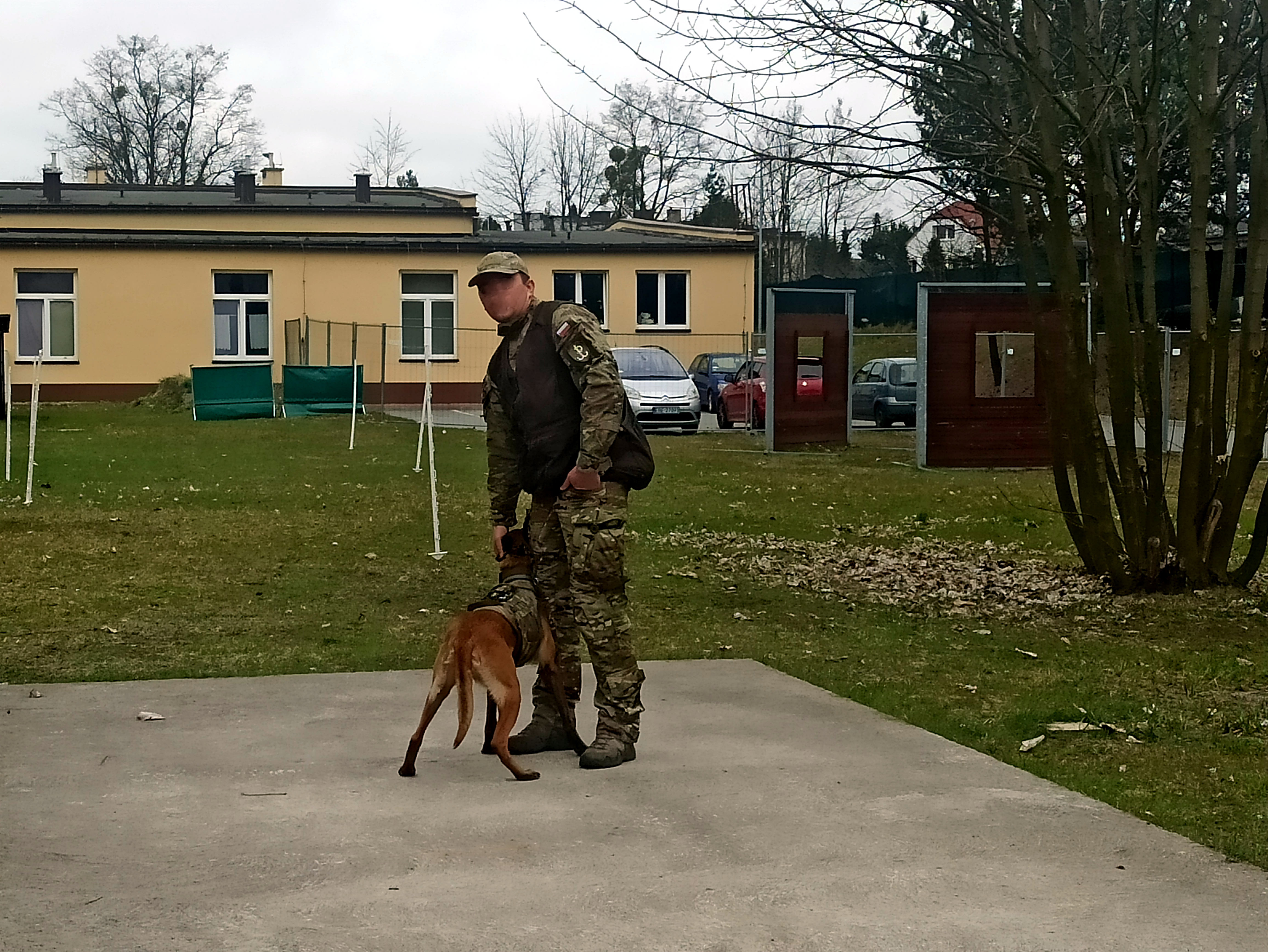
Przewodnik z psem służbowym K9 – JWK (marzec 2024)

Oddział używa psów służbowych. Posiada zdolność do realizacji zadań rozpoznawczych i zbliżonych w terenie skażonym CBRN, wydzielając zespół pobierania skażonych prób (ang. CBRN Multirole Exploitation and Reconnaissance Team – CBRN MERT). Jednostka posiada kwalifikowanych Wysuniętych Nawigatorów Naprowadzania Lotnictwa (WNNL) (ang. skrótowiec JTAC), kierujących lotniczym wsparciem ogniowym.
JW 4101 jak i Wojska Specjalne podlegały pod rozkazy Dowódcy Wojsk Specjalnych w okresie 2007–31 grudnia 2013. Od 1 stycznia 2014 podległość JW 4101 jest rozbita na dowodzenie operacyjne i ogólne. Lubliniecki oddział podlega Centrum Operacji Specjalnych-Dowództwu Komponentu Wojsk Specjalnych / Dowództwu Operacyjnemu Rodzajów Sił Zbrojnych na czas operacji i Dowództwu Generalnemu Rodzajów Sił Zbrojnych / Inspektoratowi Wojsk Specjalnych poza operacją. Cisi i Skuteczni wchodzą w skład Wojsk Specjalnych. Żołnierze oddziału noszą ciemnozielone berety Wojsk Specjalnych z Orłem Wojsk Specjalnych umieszczonym na berecie nad lewym okiem, na berecie nie umieszcza się stopnia wojskowego, inaczej niż w Wojskach Lądowych.

## Przeznaczenie
Żołnierze JW 4101 posiadają umiejętności prowadzenia działań specjalnych (taktyka zielona), działań w terenie zabudowanym, walka w przestrzeniach zamkniętych (taktyka czarna), działań na akwenach śródlądowych (taktyka niebieska) i ratownictwa medycznego na polu walki (taktyka czerwona).

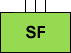
Znak taktyczny 1 PSK

Jednostka Wojskowa Komandosów przeznaczona jest do prowadzenia działań głównie w ramach tzw. taktyki zielonej. W ramach prowadzenia działań specjalnych jednostka wykonuje zadania z zakresu:
1. SR – (Special Reconnaissance) – rozpoznanie specjalne[15], m.in. zbieranie informacji specjalistycznych, ocena efektów uderzeń w przeciwnika na cele operacyjne, strategiczne
2. UW – (Unconventional Warfare) – działania nieregularne, prowadzenie walki partyzanckiej, działań przeciwdywersyjnych
3. DA – (Direct Action) – akcja bezpośrednia np. dywersja, zasadzka
4. PR – (Personnel Recovery[16]) – wchodzi w to m.in. CSAR – (Combat Search and Rescue), odzyskiwanie zaginionego, uprowadzonego personelu służbowego z terenów objętych działaniami (ewakuacja).
5. CT – (Counterterrorism) – kontrterroryzm, zwalczanie przeciwnika asymetrycznego.
6. MS – (Military Assistance) – wsparcie militarne – szkolenie wojsk sojuszniczych[17].
7. CSAR – (Combat Search and Rescue) – Prowadzenie bojowych akcji ratowniczo-poszukiwawczych.
8. MOOTW – (Military Operations Other Than War) Operacje reagowania kryzysowego
9. HR – (Hostage Rescue), czyli uwalnianie zakładników.
10. CPP – (Close Personal Protection), czyli ochrona osobista VIP.

## Nabór
Oddział prowadzi nabór kandydatów inteligentnych i wysportowanych do służby we wszystkich korpusach osobowych. Chętni żołnierze, funkcjonariusze służb mundurowych, eneserowcy i inni rezerwiści uzyskają informacje przez stronę internetową oddziału.

## Skład JW 4101
- Dowództwo
  - Sztab
  - Zespół Bojowy A, ZB B, ZB C,
  - Grupa Wsparcia Informacyjnego
  - Zespół Dowodzenia
  - Ośrodek Szkolenia Wojsk Specjalnych[18][19]

Ogólny skład 1 Pułku Specjalnego Komandosów w latach 1993–2011:
- Dowództwo i Sztab
- 1 Batalion Specjalny
  - 2 × Kompania Specjalna
  - 1 × Kompania Specjalna Kadrowa
- 2 Batalion Specjalny
  - 4 Kompania Specjalna Kadrowa[20]
  - 2 × Kompania Specjalna
- Batalion Dywersyjno-Rozpoznawczy
  - 1 Kompania Dywersyjna
  - 2 Kompania Dywersyjna
  - Kompania Specjalna Płetwonurków
    - Pluton Zabezpieczenia Nurkowego
    - Magazyn Nurkowy
- Batalion Dowodzenia
  - Kompania Łączności
- Batalion Logistyczny
  - Logistyka
  - Kompania Remontowa
    - Warsztaty

  - Kompania Zaopatrzenia
    - Magazyny
- Szkoła Podoficerska i Elewów
  - 1 Kompania Szkolna[21]
  - 2 Kompania Szkolna.

## Działania w składzie wojsk operacyjnych
- PKW Kongo
- PKW Syria
- PKW Kambodża.
- PKW Macedonia.

Operatorzy jednostki wykonywali zadania m.in. na terenie byłej SFR Jugosławii np. wystawiając PKW Macedonia 25 lublinieckich żołnierzy działało z innymi żołnierzami Organizacji Traktatu Północnoatlantyckiego w TF Fox.
- PKW Pakistan.

Komandosi JW 4101 pełnili funkcje ochronne w PKW Pakistan prowadzącym likwidację skutków trzęsienia ziemi i pomagającym w odbudowie.
- PKW Irak

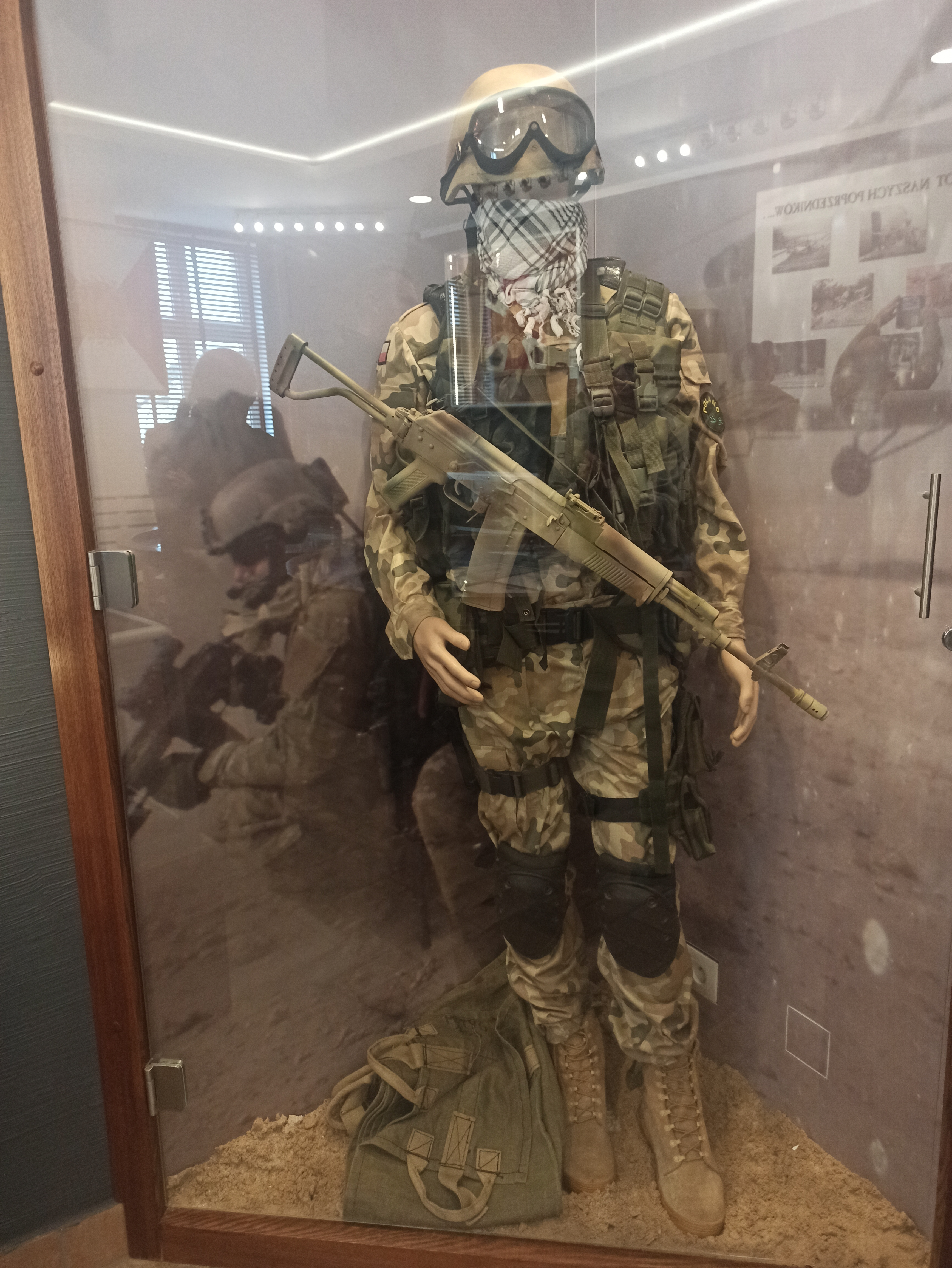
Umundurowanie i wyposażenie żołnierza JWK w Iraku – Sala Tradycji JWK (marzec 2024)

Będąc częścią PKW Irak walczyli wspólnie z 5th Special Forces Group ODA tzw. A-Team (pododdział bojowy), prowadzili akcje bezpośrednie zatrzymując wielu niebezpiecznych przeciwników polskich i sojuszniczych wojsk. Żołnierze z Lublińca tworzyli pododdział specjalny w Samodzielnej Grupie Powietrzno-Szturmowej zwanej także Grupą Manewrową. Ostatnią strukturą jednostki pełniąc służbę w Iraku, tworzoną tylko przez polskich żołnierzy operacji specjalnych było Zgrupowanie Sił Specjalnych WDC-P w Ad-Diwanijja. Pododdział żołnierzy z Lublińca jako jedyny prowadził operacje specjalne na rzecz dywizji w rejonie odpowiedzialności PKW Irak. Wsparcie wywiadowcze pododdział otrzymywał od żołnierzy Zarządu Wywiadu WSI. Podczas służby w tym zachodnioazjatyckim państwie pełnili także ochronę osobistą polskich dygnitarzy m.in. ministrów ON wizytujących PKW, dowódców US Army i innych ważnych osób. W Iraku żołnierze pełnili służbę w latach 2003–2008.
- PKW Afganistan

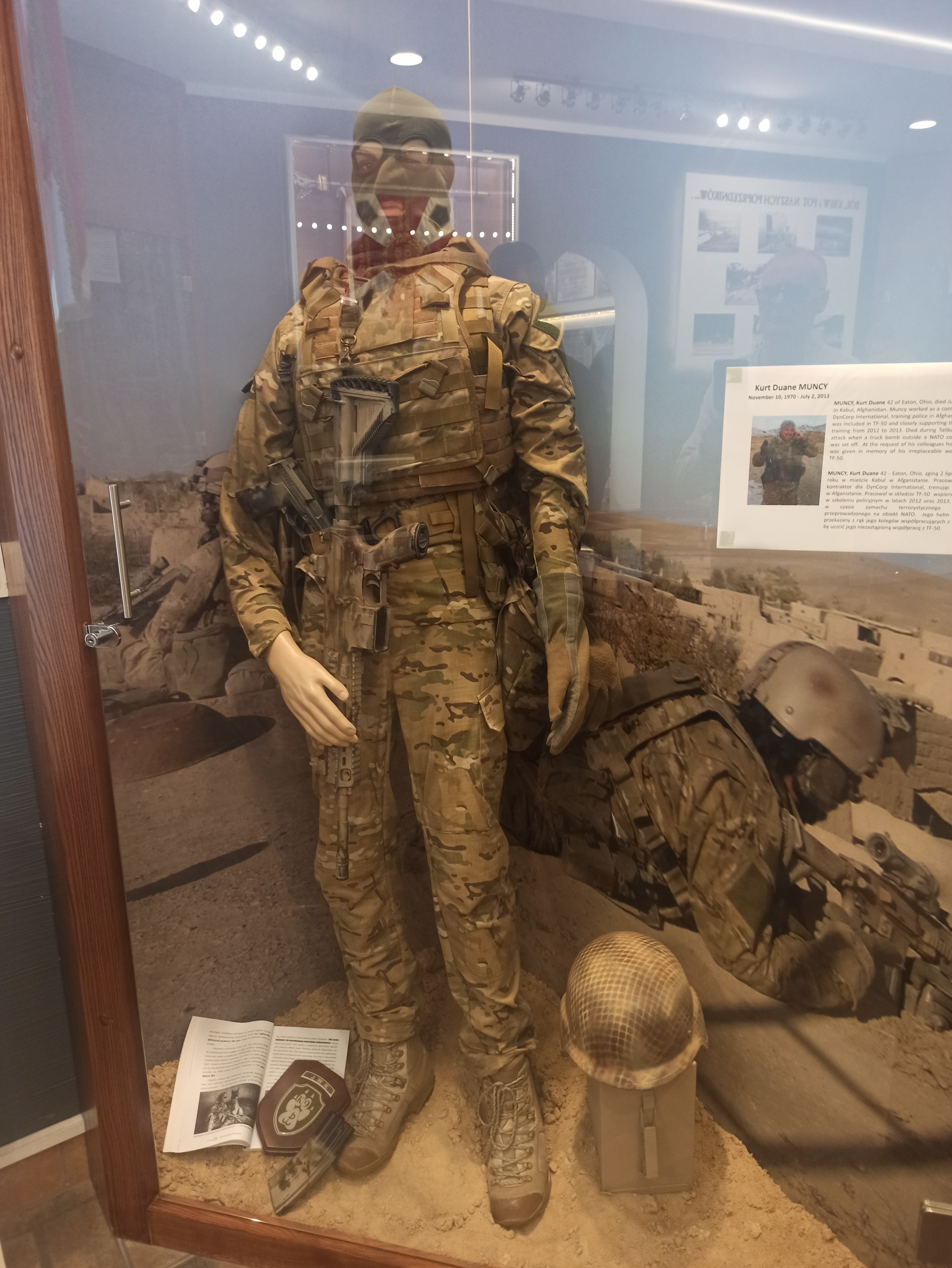
Umundurowanie i wyposażenie żołnierza JWK w Afganistanie – Sala Tradycji JWK (marzec 2024)

Górnośląscy komandosi wykonywali zadania bojowe na wojnie w Afganistanie w okresie 10 lat w ramach ISAF. W 2010 Dowództwo Wojsk Specjalnych w porozumieniu z ISAF SOF Command podjęło decyzję o sformowaniu zwartego samodzielnego pododdziału wydzielonego z JW 4101 tworząc TF-50. Żołnierze JWK prowadząc w Operacji Afgańskiej SZ RP działania stabilizacyjne, wsparcia administracji dokonywali zatrzymań celowych osób uznawanych za niebezpieczne dla bezpieczeństwa publicznego i wojsk operacyjnych m.in. Sił Zbrojnych RP. Żołnierze TF-50 prowadzili także działania CIED ang. Counter-Improvised Explosive Device, likwidując składy z improwizowanymi urządzeniami wybuchowymi wyszykowanymi przez partyzantów, których nierzadko zatrzymywali. Lublinieccy komandosi wyszkolili także pododdział specjalny policjantów, z którymi wykonywali zadania bojowe. Żołnierze JW 4101 prowadzili działania bojowe w Prowincji Ghazni. Rozmieszczeni byli w Forward Operating Base Warrior, FOB Ghazni i w Prowincji Paktika FOB Sharana, dawniej w FOB Rushmore. Jednostka wystawiała Zadaniowy Zespół Bojowy Wojsk Specjalnych (ISAF SOF Task Force 50, TF-50). Podczas operacji współpracowali z SWW i SKW, transport powietrzny żołnierzy prowadziła SGP-Sz. Wsparcie TF50 poprzez rozpoznanie obrazowe, rozpoznanie osobowe oraz analizę rozpoznawczą prowadziła Grupa Wsparcia Informacyjnego JW Nil. Żołnierze Jednostki Wojskowej Komandosów prowadzili działania bojowe w składzie wojsk podporządkowanych operacyjnie dawniej ISAF Special Operations Forces Command w Afganistanie (w okresie 2009–2011 komandosami ISAF dowodził Australijczyk maj. gen. Peter Warwick Gus Gilmore). Ostatnią strukturą, która koordynowała TF-50 a także wszystkie ISAF SOF TF jest NSOCC-A/SOJTF-A. Na początku operacji wojskowej w tym azjatyckim państwie żołnierze śląskiej jednostki wojskowej operowali w Prowincji Kandahar i innych miejscach.

### Chronologiczny przebieg działań TF-50
Opis operacji lublinieckich żołnierzy: w dystrykcie Dżagatu (Jaghatu) w prowincji Wardak. W dystrykcie Andar schwytali poszukiwanego afgańskiego partyzanta. Poszukiwanym okazał się „as w talii kart” najbardziej poszukiwanych partyzantów z JPEL, mułła Dawood (Dałud). Akcja ta została bardzo wysoko oceniona zarówno przez dowództwo ISAF jak i amerykańskie Dowództwo Sił Specjalnych. Żołnierze pułku pojmali sześciu partyzantów. Za bogate w sukcesy dowodzenie w ISAF żołnierzami Zadaniowego Zespołu Bojowego Wojsk Specjalnych wydzielonymi z lublinieckiego oddziału, dowódca ZZB WS (TF-50) został odznaczony Meritorious Service Medal (parą medali: medalem USA i medalem NATO) odznaczeniem United States Armed Forces przez prezydenta USA, Baracka Obamę. Odznaczenie w Kabulu wręczył oficerowi pułku, gen. D. Petraeus. 22 listopada 2011 poinformowano o schwytaniu przez polski pododdział mułły Abdula Wakhil. 16 grudnia 2011 poinformowano, że TF-50 schwytał maulawiego Muhammada Wali. 10 stycznia 2012 żołnierze ZB C tworzący ISAF SOF Task Force 50 zdobyli oblężony budynek urzędu telekomunikacji Prowincji Paktika. Zabili w walce napastników i uwolnili zakładników. Minister Spraw Wewnętrznych Afganistanu odznaczył dowódcę TF-50. Odznaczenie zostało nadane za szkolenie policjantów Kompanii Odpowiedzi Prowincji Ghazni Afgańskiej Policji Krajowej (Afghan National Police Provincial Response Company Ghazni) i za wspieranie działań Afgańskiej Policji Krajowej w walce z przeciwnikami ISAF i władz Afganistanu. ISAF SOF TF-50 jest zadowolony ze współpracy z tą kompanią policjantów. Działając w nocy 8/9 lutego 2012 żołnierze JWK współdziałając z SWW i SKW oraz mając wsparcie Zgrupowania Bojowego A polskiego kontyngentu schwytali dwóch podejrzanych o zamach na 5 żołnierzy polskich z plutonu ochrony Zespołu Odbudowy Prowincji Ghazni (PRT Ghazni). 
Po koniec lipca 2012 żołnierze wspólnie z afgańskim pododdziałem specjalnym policjantów schwytali 17 osobową grupę bezprawnych bojowników, z czego 15 figuruje w bazie danych ISAF. Zlikwidowali także tony chloranu potasu używanego w ładunkach wybuchowych oraz inne środki walki. Żołnierze ISAF SOF TF50 osiągają najlepsze rezultaty w dziedzinie przejmowania materiałów wybuchowych, środków produkcji materiałów wybuchowych. Zmniejszają tym samym ryzyko ataku przeciwnika przy pomocy urządzeń wybuchowych. 17 października 2012 ujawniono operację zwalczania przeciwników ISAF i zniszczenia obozu szkoleniowego w Paktice. Po roku od ujęcia przez TF-50 i ANP PRC Ghazni Abdul Wakhil, który został zwolniony przez władze powrócił do procederu. Podczas poszukiwań celowych A. Wakhila został on zabity w walce przez PRC Ghazni. 30 marca 2013 grupa realizacyjna złożona z policjantów PRC Ghazni, żołnierzy TF-50 i funkcjonariuszy SWW zatrzymała poszukiwanego Mohammada Naeem i dwóch innych podejrzewanych o działania przestępcze. Przy zatrzymanym znaleziono urządzenia IT i broń. W lipcu żołnierze zadaniowego zespołu rozpoznali i doprowadzili do zniszczenia kilkunastu składów broni przeciwnika. Około 5 sierpnia 2013 żołnierze TF-50 i policjanci PRC Ghazni przeprowadzili akcję bezpośrednią, w której schwytano 5 partyzantów, 4 zginęło w walce w tym poszukiwany przywódca grupy Zia Mohammad. Informacje o nim i o grupie przygotowali funkcjonariusze rozpoznania osobowego PKW Afganistan i afgańskiego Krajowego Zarządu Bezpieczeństwa. Wsparcie rozpoznaniem obrazowym prowadziła GWI ZWS. Transport zapewniła SGP-Sz i lotnictwo US Army.
Z końcem maja 2014 żołnierze pododdziału ISAF SOF TF-50 zakończyli służbę w składzie ISAF, pełniąc swą służbę 4 lata jako zwarty pododdział. Kilka ostatnich miesięcy przed zakończeniem działalności w składzie tego pododdziału pełnili służbę także żołnierze Bojna za specijalna djelovanja z Sił Zbrojnych Republiki Chorwackiej. W sumie żołnierze JW 4101 pełnili służbę w ISAF w 2004 i od 2007 do 2014.
Jednostka antyterrorystyczna Kompania Odpowiedzi Prowincji Ghazni Afgańskiej Policji Krajowej, ang. Ghazni Provincial Response Company „Afgańskie Tygrysy” (Afghani Tigers), została wyszkolona przez żołnierzy jednostki. Szkolenie przeprowadzili żołnierze pełniący służbę w Zgrupowaniu Wojsk Specjalnych PKW Afganistan. Na oznace rozpoznawczej Afgańskich Tygrysów widnieją tygrys trzymający modyfikowaną oznakę ISAF SOF zawierającą na krańcach wstęgi barwy Polski i Afganistanu, a pośrodku niej napis PRC SOF, a pod nią napis Afghani Tigers oraz odznaka JW Komandosów.

### JW 4101 ponownie w Afganistanie
Po roku przerwy żołnierze znów prowadzili działania w Azji. Wchodzili w skład międzynarodowego zgrupowania żołnierzy w Operacji Resolute Support, pełnili służbę wojskową w ramach Polskiego Kontyngentu Wojskowego Resolute Support Organizacji Traktatu Północnoatlantyckiego w Islamskiej Republice Afganistanu. JW 4101 wystawiała pododdział SOAT-50 (Special Operations Advisory Team) od II zmiany RSM. SOAT-50 wykonywała zadania w Prowincji Kandahar. Szkolili i doradzali Afghan Territorial Force 444, grupę Ministerstwa Spraw Wewnętrznych Afganistanu do zwalczania terroru, przestępstw przeciwko władzy i przestępstw narkotykowych.

### JW 4101 na Ukrainie (2016)
Podsekretarz stanu w Ministerstwie Obrony Narodowej Tomasz Szatkowski oficjalnie potwierdził doniesienia medialne o pobycie polskich operatorów Wojsk Specjalnych na Ukrainie. W odpowiedzi na interpelację Bartosza Józwiaka i Tomasza Rzymkowskiego stwierdził, że: „z Jednostki Wojskowej Komandosów został wydzielony komponent Wojsk Specjalnych […] skierowany, w celu szkoleniowym, w rejon miejscowości Kropywnyćkyj (do 14 lipca br. pod nazwą Kirowohrad), leżącej w odległości ok. 500 km od Doniecka i ok. 700 km od Ługańska”. W odpowiedzi na interpelację poselską złożoną przez posłów Kukiz'15 dotyczącej domniemanej informacji o wysłaniu do strefy przyfrontowej do Donbasu na Ukrainie 18 polskich komandosów z jednostki wojskowej w Lublińcu (JW 4101) i oficera Służby Kontrwywiadu Wojskowego, Tomasz Szatkowski poinformował, że komponent złożony z żołnierzy JWK został wysłany na Ukrainę w ramach misji Joint Multinational Training Group – Ukraine. Polscy komandosi mają stacjonować w miejscowości Kropywnyćkyj, leżącej w odległości ok. 500 km od Doniecka i ok. 700 km od Ługańska, gdzie realizują szkolenie ok. 50-osobowej kompanii ze składu 3 Pułku Działań Specjalnych w zakresie taktyki małych pododdziałów piechoty, szkolenia strzeleckiego i medycyny pola walki.

## Udział w ćwiczeniach wojskowych sił specjalnych (wybrane)
- W latach 1997–1998 z inicjatywy Dowódcy JW 2305 gen. bryg. Sławomira Petelickiego odbyły się na terenie RP ćwiczenia antyterrorystyczne pod nazwą Dagger 1 i Dagger 2. Uczestniczyły w nich pododdziały z: JW 2305, JW 4101, 10th Special Forces Group, 75th Ranger Regiment, 1st SFOD i 21 SAS Regiment.
- W sierpniu 1999 ćwiczenie Artist Ulan prowadzone przez pododdziały 21 SAS Regiment, Royal Air Force, JW 4101 oraz JW 2305. Ćwiczenie wojskowe było na terenie jednostki wojskowej wojsk lotniczych w Balicach k. Krakowa, Bieszczadach Zachodnich i na lotnisku Częstochowa-Rudniki. To było pierwsze ćwiczenie JW 4101 z wojskiem innego państwa Organizacji Traktatu Północnoatlantyckiego.
- Lublinieccy żołnierze brali udział wraz z żołnierzami jednostek komandosów z m.in. Litwy, Chorwacji, Rumunii, Ukrainy w ćwiczeniach Shamrock Key 2006, Jackal Stone 2009, JS 2010, JS 2011 organizowanych przez SOCEUR.
- W dniach od 1–9 grudnia 2011 na terytorium Rzeczypospolitej Polskiej odbyło się ćwiczenie zgrywające wybranych elementów systemu dowodzenia operacjami specjalnymi w Siłach Zbrojnych Rzeczypospolitej Polskiej pk. Kobra 11[71]. Ćwiczenie to miało doprowadzić do osiągnięcia gotowości do wystawienia Stanowiska Dowodzenia Komponentu Wojsk Specjalnych w operacji sojuszniczej (CJSOCC) Combined Joint Special Operations Component Command zdolnego do planowania i dowodzenia wielonarodowym komponentem sił specjalnych.
- Cobra–13[72][73].
- Trident Juncture 2015, Portugalia, okolica miejscowości Grândola, półwysep Tróia – pododdział MERT.

## Żołnierze polegli podczas działań
4 marca 2003 podczas służby w operacji Allied Harmony w PKW Macedonia w miejscowości Sopot poległo dwóch żołnierzy 1 PSK: sierż. Paweł Legencki l. 23 i sierż. Piotr Mikułowski l. 25. Pośmiertnie podoficerowie zostali odznaczeni Krzyżami Kawalerskimi Orderu Krzyża Wojskowego w 2009 oraz Srebrnymi Krzyżami Zasługi w 2003. W miejscu wybuchu miny lądowej i tragicznej śmierci żołnierzy jest postawiony pomnik z tablicą pamiątkową. Nocą z 23/24 sierpnia 2013 afgańscy policjanci PRC Ghazni i żołnierze JW Komandosów prowadzili operację przejęcia składu broni i materiałów wybuchowych w Prowincji Ghazni. Żołnierzom nieszczęśliwie wybuchł fugas. Mimo akcji ratunkowej, z powodu ran, zmarł starszy chorąży sztabowy Mirosław Łucki, awansowany pośmiertnie przez Ministra ON. St. chor. szt. Łucki został pośmiertnie odznaczony OKW kl. III oraz został wpisany do Księgi Honorowej Wojska Polskiego. Podczas wybuchu ranni zostali także 3 żołnierze JWK i funkcjonariusze Afghani Tigers.

## Uzbrojenie oddziału

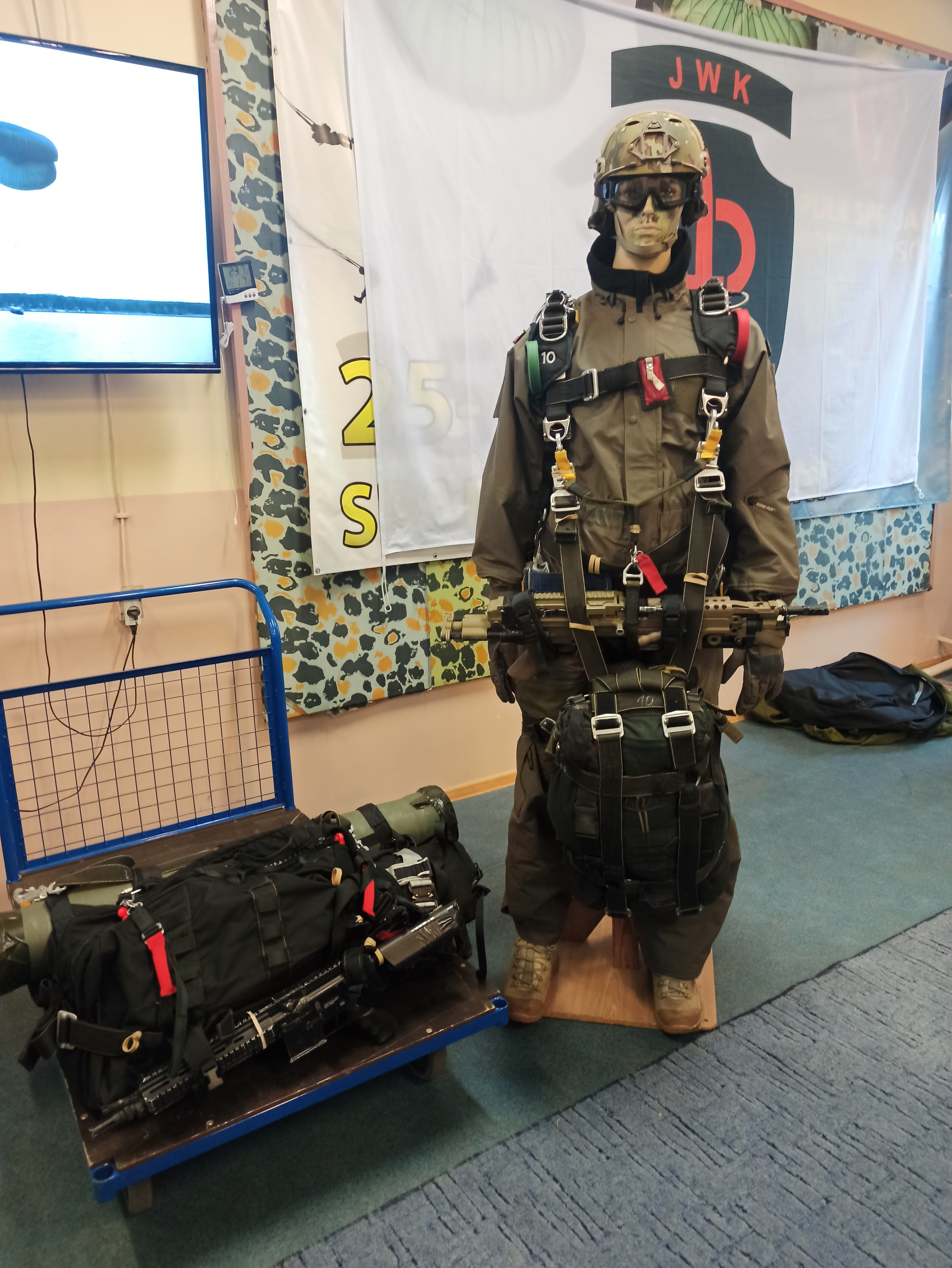
Indywidualne wyposażenie żołnierza JWK do skoku ze spadochronem (marzec 2024)

### Pistolety
- Pistolet HK USP (także wersje SD przystosowane do tłumika dźwięku + tłumik)
- Glock 17
- Taurus PT809(inne języki)
- Pistolet WIST-94 (używane dawniej).

### Pistolety maszynowe
- PM-98 na nabój 9 × 19 mm (używane dawniej)

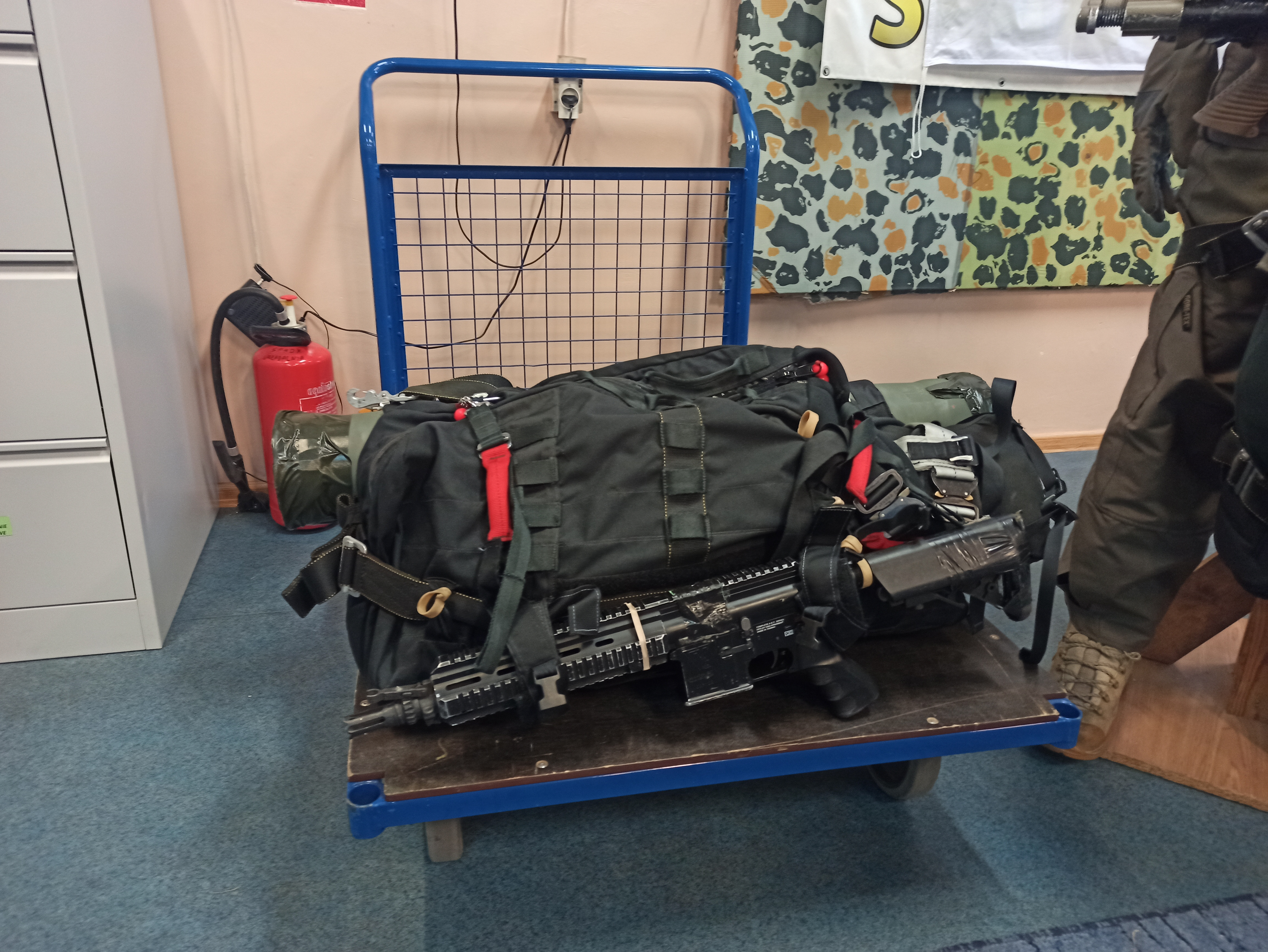
Zasobnik żołnierza JWK (marzec 2024)

- Pistolet maszynowy MP5.

### Karabinki automatyczne
- HK416 wersje z lufami dł. 10 cali; 14,5 cala; 16,5 cala; także z tłumikami
- kbk Beryl (używane dawniej).

### Karabiny i karabinki maszynowe
- HK417
- FN Minimi 5,56 mm NATO, 7,62 mm NATO (w tym M249)
- PKM
- UKM-2000
- FN MAG.

### Wielkokalibrowe karabiny maszynowe

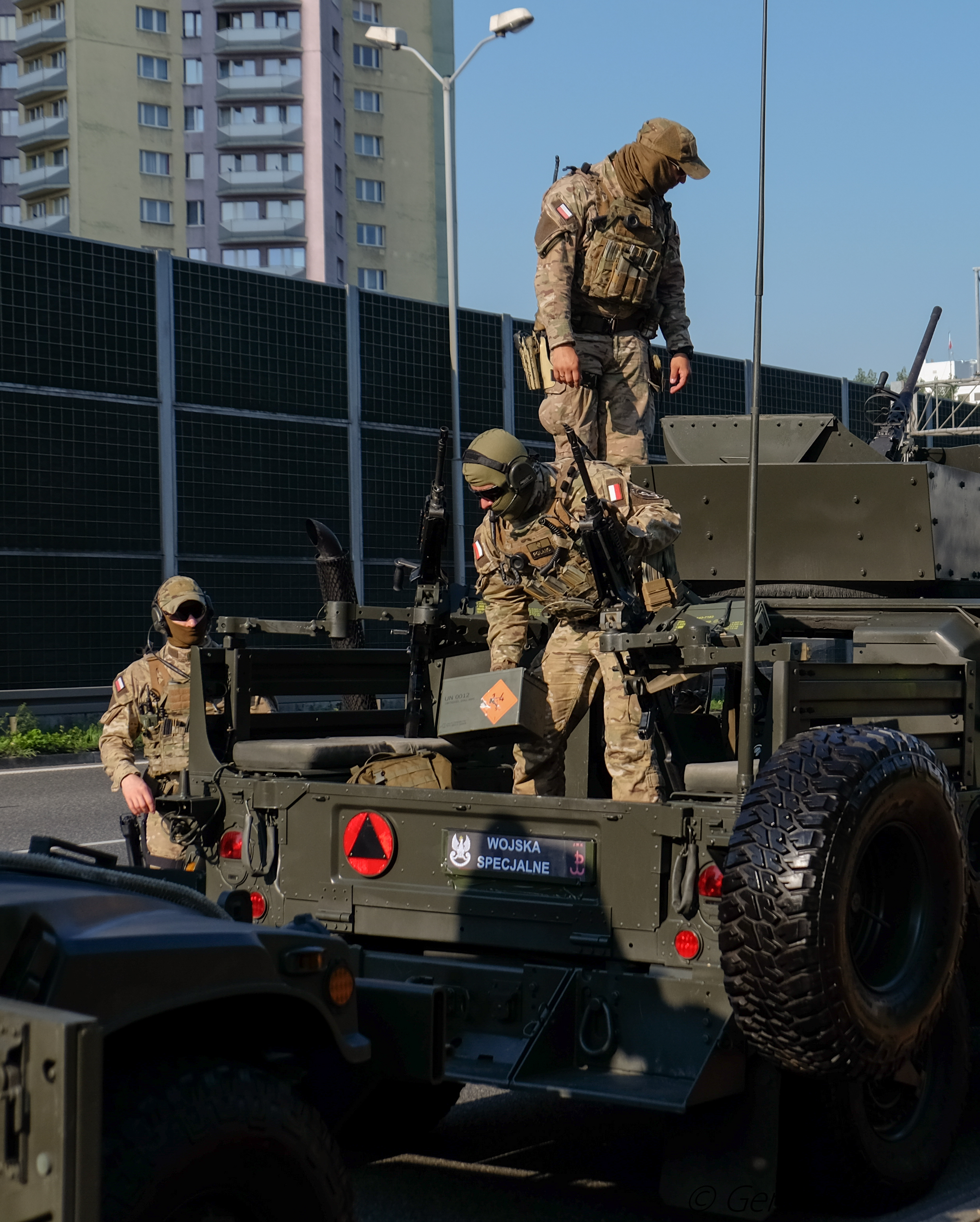
Żołnierze JWK w Katowicach z okazji Święta Wojska Polskiego (sierpień 2019)

- Karabin maszynowy M2
- WKM-B.

### Karabiny wyborowe
- Karabin M107
- AI AW Magnum Folded z tłumikami na .338 Lapua Magnum
- Karabin Accuracy International AX338(inne języki)
- Karabin Sako TRG-22 7,62 mm NATO
- Karabin Sako TRG-21 7,62 mm NATO
- Karabin M110.

### Strzelby
- Remington 870
- Mossberg 590.

### Wyrzutnia rakiet
- PZR Grom.

### Granaty
- Granat błyskowo-hukowy NICO lub podobne
- Granat gazowy CS
- Granat RGZ-89
- Granat RGO-88
- Granat F-1

Granaty o różnym ładunku
- granaty kal. 40 mm do granatników
  - Nabój 40 × 47 mm (używane dawniej)
  - Nabój 40 × 46 mm SR
  - Nabój 40 × 53 mm
- Granat nasadkowy (używane dawniej).

### Granatniki
- Granatnik AG-HK416 wersja rozwojowa (AG36) zamontowany na HK 416
- Granatnik HK69A1
- Granatnik Pallad (używane dawniej)
- Granatnik GMG
- Carl Gustaf M3, M4 działo bezodrzutowe
- Granatnik RPG-76 Komar (używane dawniej)
- RPG-7
- RPG-75.

### Moździerze
- 60 mm moździerz LM-60K
- 60 mm moździerz LM-60D
- 60 mm moździerz LRM vz. 99 ANTOS.

## Transport
- Honker różne wersje, m.in. Skorpion 3 jako samochód działań specjalnych
- Honda TRX 400 4x4 wszędołaz do działań rozpoznawczych (wersja wojskowa)
- Polaris Sportsman wszędołaz
- HMMWV wersje M1151A1, M1165A1 Special Ops
- Toyota Hilux
- Star 266M
- Zodiac FC 470 Futura Commando – łódź
- Hermes Sport Kayaks (model wojskowy) kajak składany
- Spadochrony, w tym spadochrony szybujące.

## Środki łącznościiśrodki rozpoznania

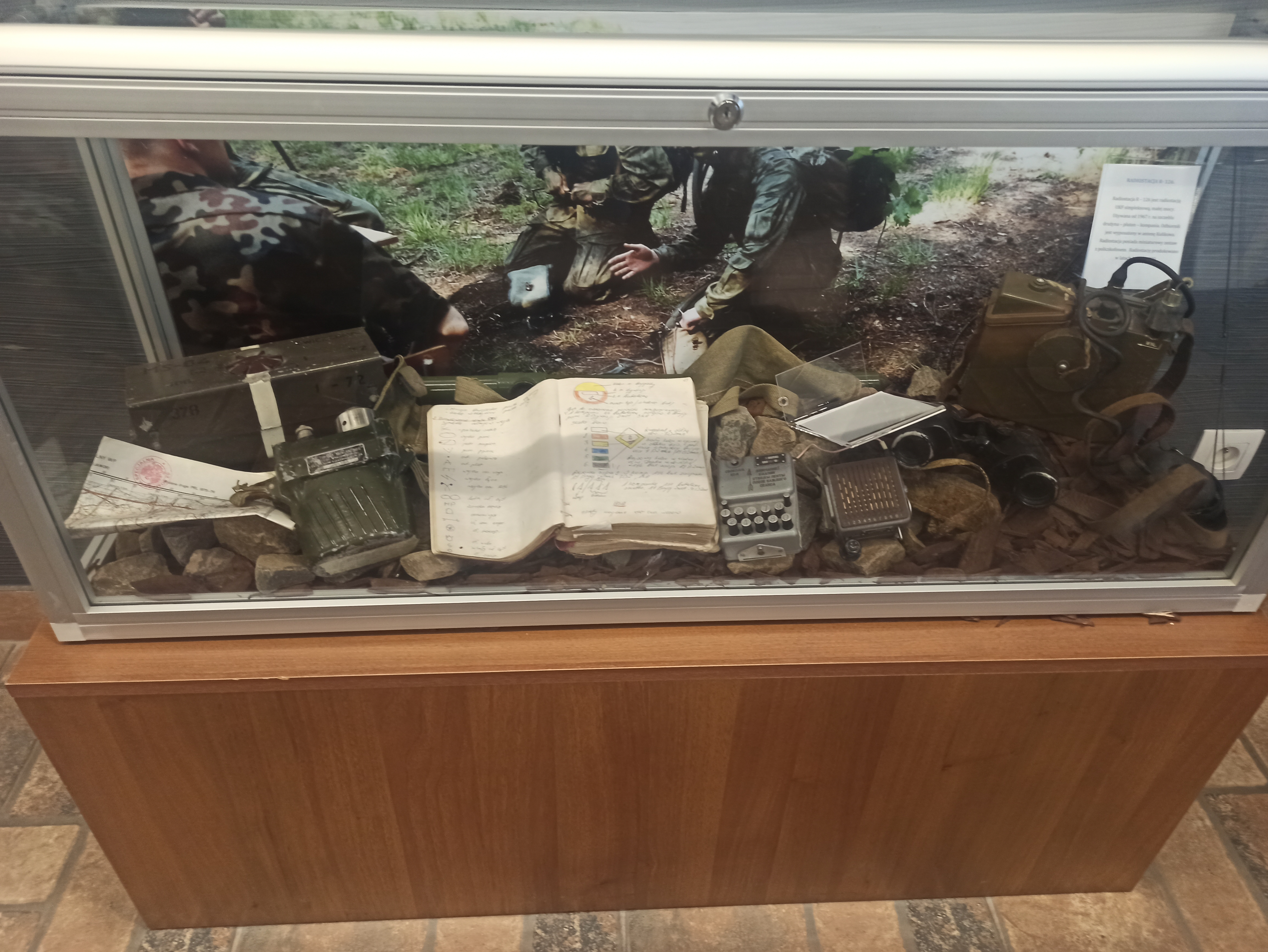
Środki łączności utajnionej dawniej wykorzystywane przez żołnierzy JWK – Sala Tradycji JWK (marzec 2024)

- Radiostacje/ Radiotelefony/ Radio programowalne Harris Falcon III AN/PRC-152A, Harris Falcon III AN/PRC-117G, Motorola XTS 5000R; GP 360, Hytera MD785iG, Radmor R3501, aktywne ochronniki słuchu Peltor ComTac XPi, zestawy kamuflowane, technika VSAT, cyfrowe urządzenia rozpoznania obrazowego, rozpoznania radiowego, laserowe wskaźniki celu
- Bezzałogowy Samolot Rozpoznawczy: Aeronautics Orbiter, WB Electronics SOFAR, WB Electronics FlyEye, FLIR Systems Black Hornet 3[83].

## Oporządzenie

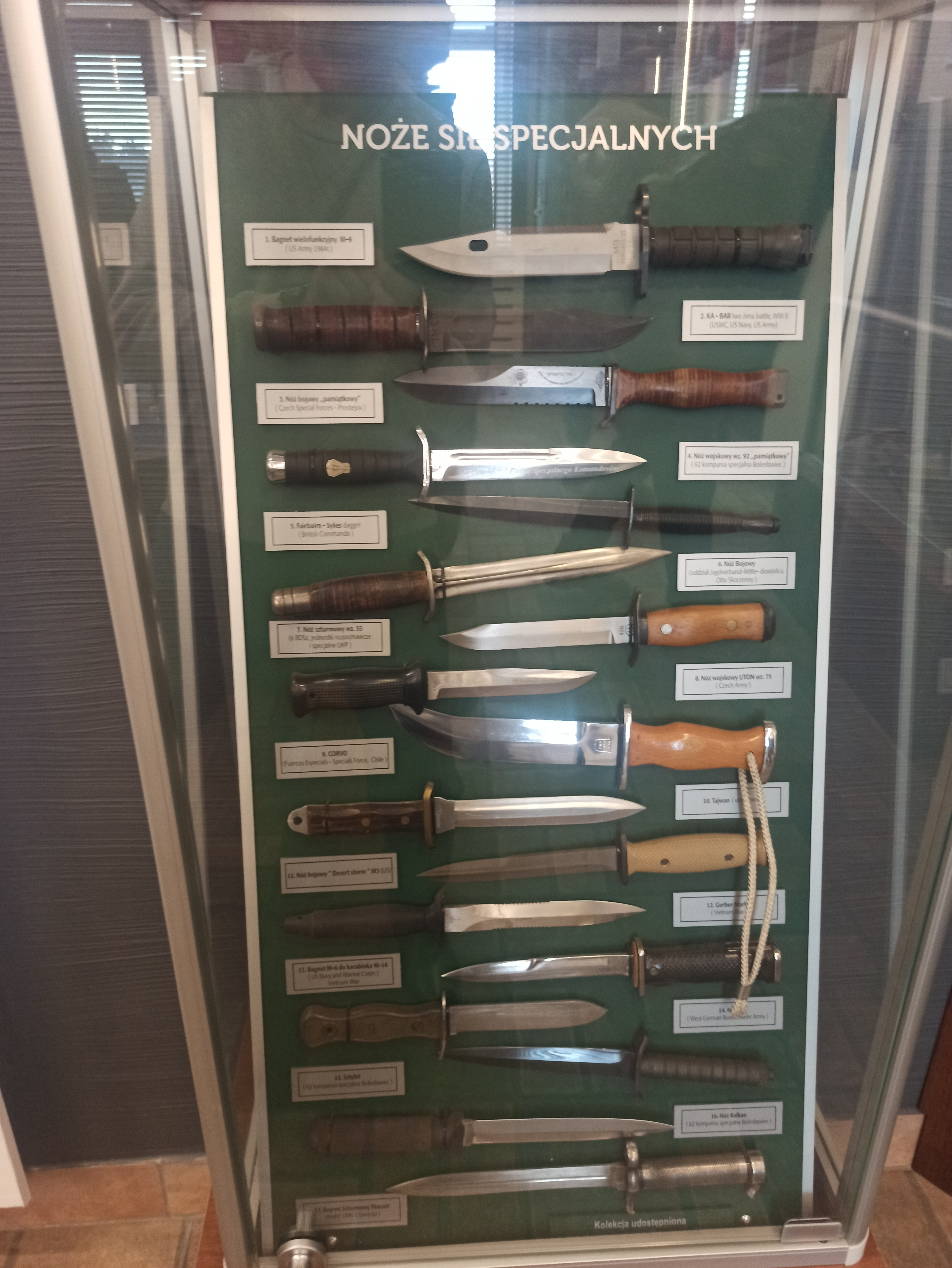
Noże Sił Specjalnych – Sala Tradycji JWK (marzec 2024)

Do oporządzenia indywidualnego należą m.in.:
- Hełm MSA TC 3002, Ops-Core różne modele
- Maski przeciwgazowe Maskpol MP-5, MP-6, Avon FM53
- Oddycharka Aqua Lung Amphora, R.C.H. OXY-NG2
- Kamizelki kuloodporne (nosiciele płyt balistycznych): Lubawa KWS 09, Moratex Piorun, NFM Grizzly
- Skafander nurkowy Eques
- Kamizelka taktyczna np. MIWO, Currahee
- i inne elementy systemu mocowane MOLLE, PALS
- noże bojowe
- termowizory
- noktowizory
- lornetki, lunety (spektywy)
- celowniki optyczne: kolimatorowe, termowizyjne, noktowizyjne
- busole.

## Wyróżnienia JW 4101 (okresSZ RP)

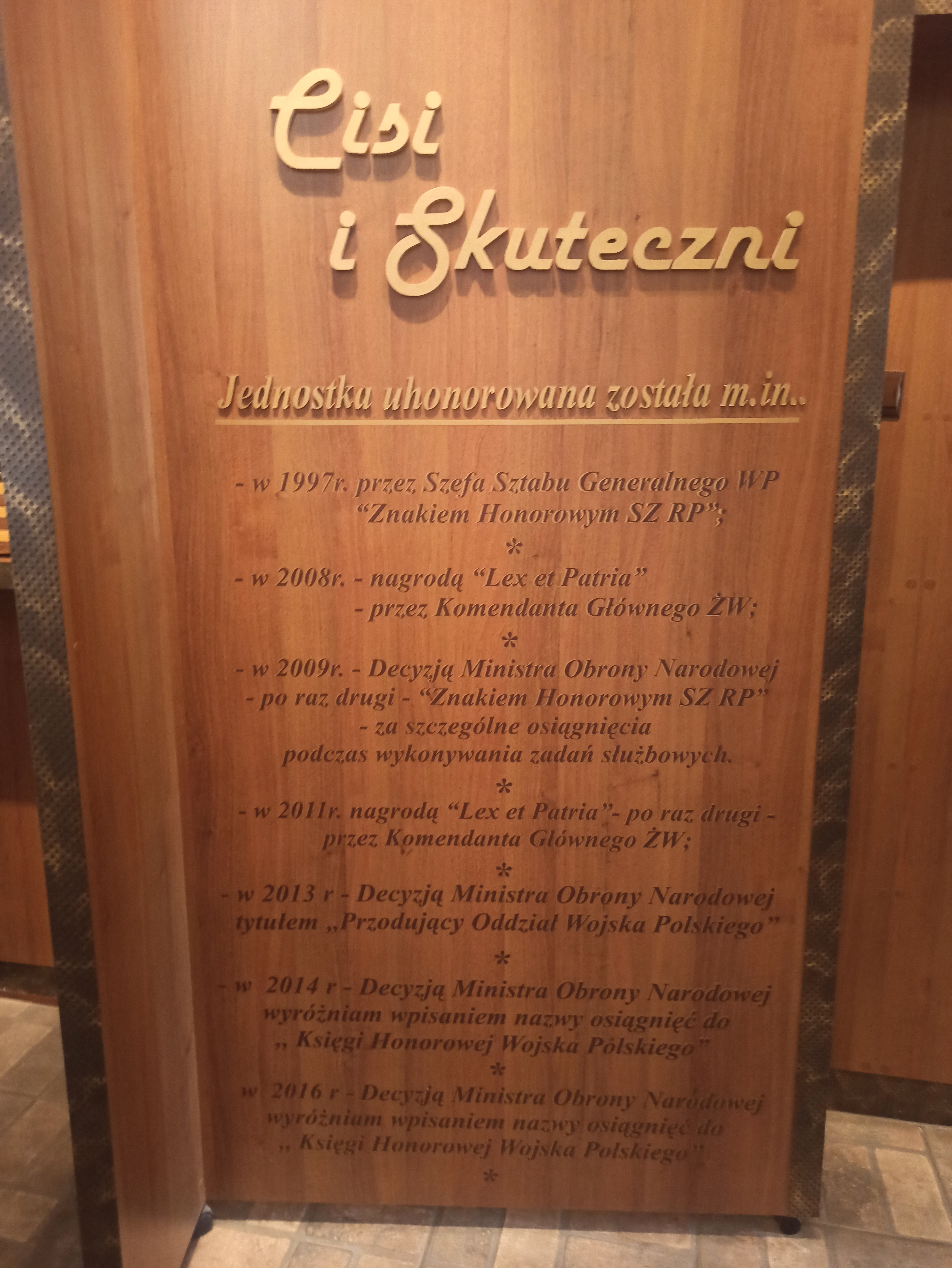
Jednostka uhonorowana została m.in. – Sala Tradycji JWK (marzec 2024)

- Znak Honorowy Sił Zbrojnych Rzeczypospolitej Polskiej: 1997, 2009
- Wpisanie przez Ministra Obrony Narodowej Tomasza Siemoniaka Jednostki Wojskowej Komandosów do Księgi Honorowej Wojska Polskiego; „Za szczególne osiągnięcia w wykonywaniu zadań specjalnych poza granicami państwa” 14.8.2014[84][80][81].
- Wręczenie Flagi Państwowej Rzeczypospolitej Polskiej 1 Pułkowi SK przez prezydenta RP Lecha Kaczyńskiego w Dzień Flagi Rzeczypospolitej Polskiej 2 maja 2008. Flagę z rąk prezydenta RP odebrał Dowódca JW 4101 płk Dachowicz[85].
- Lex et Patria 2008, 2011 wyróżnienie przyznawane przez Żandarmerię Wojskową
- Szef SG WP 27 marca 2012 przyznał tytuł honorowy Przodujący Pododdział Wojsk Specjalnych Zespołowi Bojowemu C[86][87].
- Minister Obrony Narodowej przyznał Tytuł honorowy Przodujący Oddział Wojska Polskiego za 2012 r.[88]. Wielu żołnierzy JW 4101 zostało odznaczonych Orderami Krzyża Wojskowego za męstwo i odwagę w walce z przeciwnikiem.

## Dowódcy JW 4101 od 1993

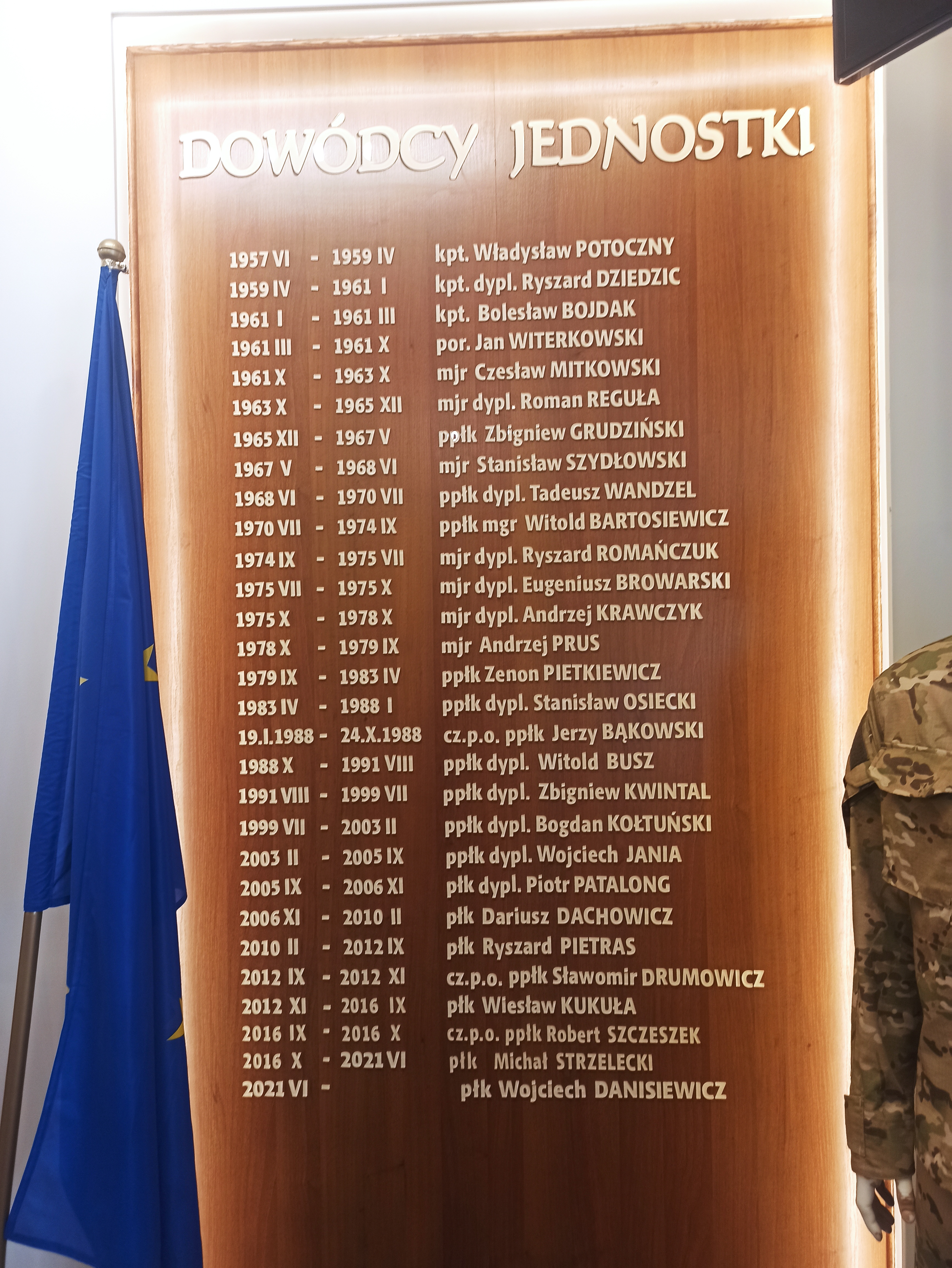
Dowódcy jednostki – Sala Tradycji JWK w Lublińcu (marzec 2024)

- ppłk dypl. Zbigniew Kwintal – od 1993 do 19 lipca 1999
- ppłk dypl. Bogdan Kołtuński – od 19 lipca 1999 do 24 lutego 2003
- ppłk dypl. Wojciech Jania – od 24 lutego 2003 do 15 września 2005
- płk Piotr Patalong – od 15 września 2005 do 7 listopada 2006
- płk Dariusz Dachowicz – od 7 listopada 2006 do 16 lutego 2010
- płk Ryszard Pietras – od 16 lutego 2010 do 5 września 2012
- ppłk Sławomir Drumowicz – cz.p.o. od 5 września 2012 do 26 listopada 2012
- płk Wiesław Kukuła – od 26 listopada 2012 do 28 października 2016[89][90]
- płk Michał Strzelecki – od 28 października 2016[91] do 14 maja 2021
- płk Wojciech Danisiewicz – od 14 maja 2021[92] do 11 grudnia 2023
- płk Marcin Suszko – od 11 grudnia 2023[93].

## Oznaka specjalna Commando
23 września 2022 Minister Obrony Narodowej, decyzją nr 144/MON wprowadził oznakę specjalną Commando dla żołnierzy Jednostki Wojskowej Komandosów, którzy ukończyli specjalistyczne szkolenie bojowe

Oznaka specjalna Commando
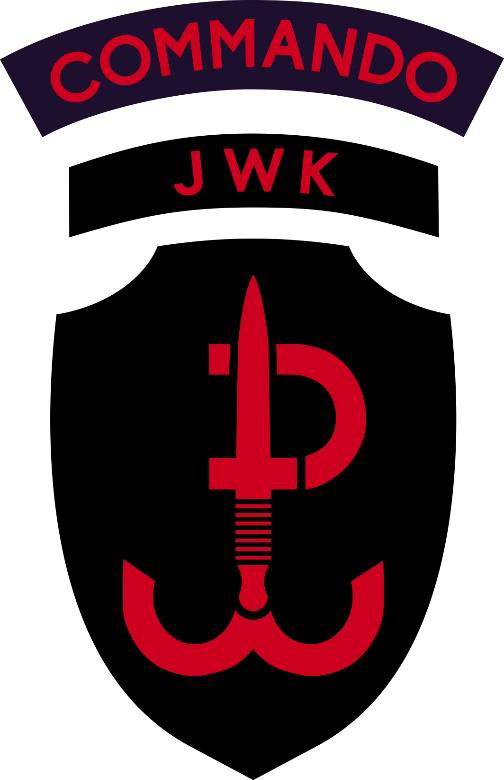
Oznaka na mundur wyjściowy
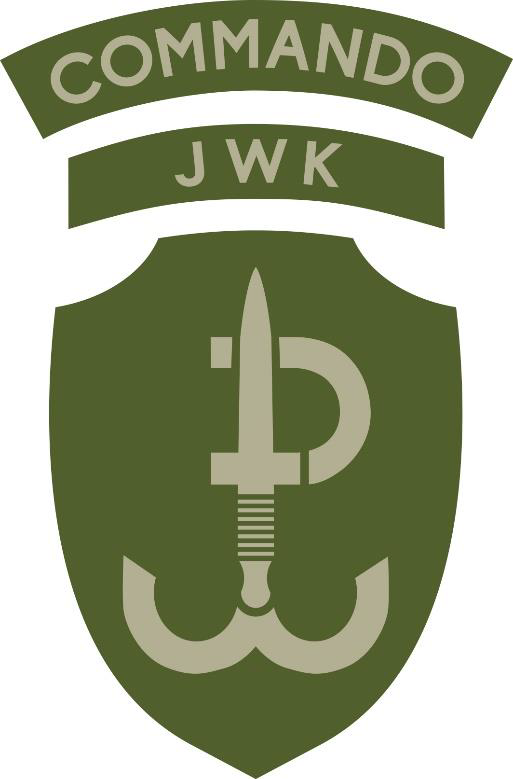
Oznaka na mundur polowy
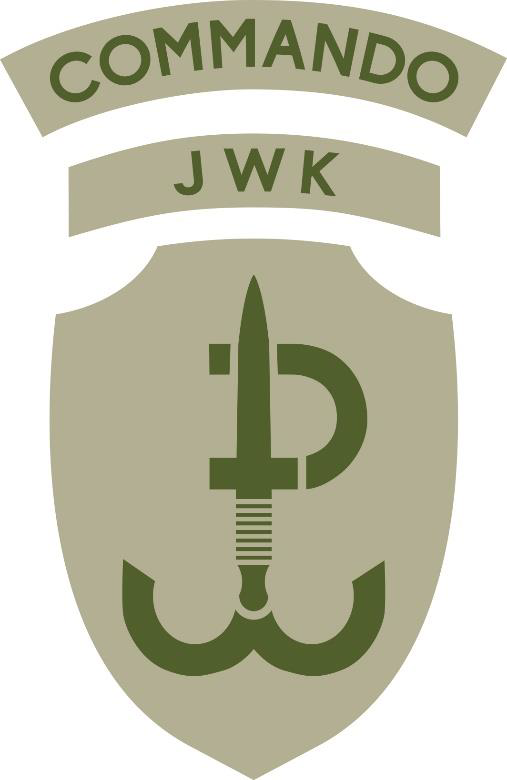
Oznaka na mundur pustynny